# Калигинско језеро
Калигинско језеро (рус. Калыгинское озеро) крашко је језеро у јужном делу Новодугиншког рејона, на североистоку Смоленске области, у европском делу Руске Федерације. 
Припада басену реке Вазузе (десна притока реке Волге) са којом је повезан мањом протоком. Највеће је крашко језеро на целој територији Смоленске области.
Има статус споменика природе.